# أي تاكاهاشي
أي تاكاهاشي (باليابانية: 高橋藍؛ بالكانا: たかはし あい) هي ملاكمة كيك بوكسينغ يابانية، ولدت في 11 مايو 1982 في تشيبا في اليابان.